# …Baby One More Time (píseň)
…Baby One More Time (Baby, ještě jednou) je debutová píseň americké popové zpěvačky Britney Spears, která ji vydala ze své první desky nesoucí stejný název ve čtvrté čtvrtině roku 1998.

## Průlom
Píseň napsal a produkoval dlouhodobý spolupracovník Spears Max Martin. V písni se jedná o konec vztahu, který zapříčinila sama zpěvačka, ale teď to chce vzít všechno zpátky a lituje svého rozhodnutí.
Výsledkem spolupráce Spears s Martinem je celosvětový hit, který se stal v kariéře Američanky průlomový.
Píseň také vešla v patrnost i díky svému videoklipu, který byl v té době hodně pobuřující. Britney se v něm objevuje ve školní uniformě, která nyní patří i pod ochrannou známku Britney Spears.

## Videoklip
Natáčel se na střední škole ve Venice v Kalifornii. Klip začíná pohledem na Britney, která je ve škole a nudí se. Zajímavostí je, že její asistentka Felicia hraje ve videoklipu učitelku.
Když zazvoní školní zvonek, Britney popadne tašku a s ostatními začínají tančit po celé škole v uniformě, poté ve sportovním oblečení. Společně s dalšími studenty dělají přemety a další akrobatické cviky.
Poslední část klipu se odehrává v tělocvičně, kde Spears pozoruje svou lásku, kterak hraje basketbal (onoho vyvoleného hraje bratranec Britney Spears). Po chvílí ale začne opět s ostatními tancovat a to až do chvíle než zazvoní a my se dozvíme, že to byl všechno jen sen uprostřed nudné vyučovací hodiny.
Videoklip režíroval Nigel Dick, pro kterého znamenal videoklip obrovský úspěch, i když jeho původní plány byly jiné. Chtěl videoklip udělat animovaný, aby přilákal co nejmladší publikum. Z toho ale byla Britney Spears nešťastná a tak se rozhodli najít společný kompromis.

## Hitparádové úspěchy
…Baby One More Time je doposud v USA i v mezinárodním měřítku nejúspěšnější písní Britney Spears. Píseň debutovala v americkém žebříčku Billboard Hot 100 na čísle sedmnáct a stoupala výš až na příčku nejvyšší, kde pobyla dva týdny.
V mezinárodním hledisku šlo o stejnou bombu jako v USA.
Song dosáhl na první místa v každé evropské zemi včetně Velké Británie, kde se písně jen v prvním týdnu prodalo více než 464,000 kusů a celkově 1,45 milionu, čímž se …Baby One More Time stala nejprodávanější písní roku 1999 a nejlépe prodávaným debutem v historii.
Jde o jedinou celosvětovou píseň, která se dostala na první příčku ve všech zemích, kde se na nich objevila.

## Umístění ve světě
| Hitparáda (1998/1999) | Umístění |
| --------------------- | -------- |
| Svět                  | 1        |
| Rakousko              | 1        |
| Austrálie             | 1        |
| Belgie                | 1        |
| Kanada                | 1        |
| Česká republika       | 1        |
| Dánsko                | 1        |
| Nizozemsko            | 1        |
| Evropa                | 1        |
| Francie               | 1        |
| Německo               | 1        |
| Irsko                 | 1        |
| Izrael                | 1        |
| Itálie                | 1        |
| Nový Zéland           | 1        |
| Norsko                | 1        |
| Filipíny              | 1        |
| Portugalsko           | 1        |
| Španělsko             | 1        |
| Švédsko               | 1        |
| Švýcarsko             | 1        |
| Velká Británie        | 1        |

## Prodejnost
| Hitparáda      | Prodejnost |
| -------------- | ---------- |
| Austrálie      | 210,000    |
| Rakousko       | 15,000     |
| Francie        | 500,000    |
| Německo        | 300,000    |
| Nizozemsko     | 60,000     |
| Nový Zéland    | 10,000     |
| USA            | 1,000,000  |
| Velká Británie | 1,200,000  |
| Celkem         | 4,580,000  |